# ジュジュ・クラブ
ジュジュ・クラブ（朝鮮語: 주주클럽、JuJu Club）は、1993年から2002年まで活動した、大韓民国の男女混成3人組ロックバンド。

## メンバー
- チュ・ダイン（주다인、本名：キム・スミン (김수민)、1977年2月5日 - ）- ボーカル
- チュ・スンヒョン（주승형、1972年2月24日 - ）- ギター
- チュ・スンファン（주승환、1973年9月24日 - ）- ベース、ドラム
  - 男性ふたり（チュ・スンヒョンとチュ・スンファン）は兄弟である。

## 活動
- 1993年、チュ・スンヒョンとチュ・スンファンの兄弟が2人組の「ジュジュ・バンド」を結成し、最初のアルバム『against the wall』を発表。
- 1994年、2枚目のアルバム『JuJu Band』を発表。
- 1996年、トゥルグッファ (들국화) の崔聖園（チェ・ソンウォン、최성원）の紹介によって、チュ・ダインを新たに加え、バンド名を「ジュジュ・クラブ」と改名し、この名義での最初のアルバム『16/20』を発表。
ダンス音楽が主流だった1990年代の歌謡界において、シングル「16/20」は100万枚を売り上げ、続く「わたしはわたし (나는 나)」もヒットとなった。
台湾の歌手蘇慧倫は、「わたしはわたし」を「鴨子（ヤーズ）」という曲名でリメイクした[1]。
最初のアルバムの発表後、盗作疑惑が提起され、MBC（文化放送）剽窃歌謡専門審議委員会は、「今はもう (이젠 아냐)」は、オーストラリアのポップ・バンド、フレンテ! (Frente!) の「ビザール・ラヴ・トライアングル」（オリジナルはイギリスのニュー・オーダー）、「お金がかかるの (돈이드니)」は、アメリカ合衆国のポップ・バンド、ブロンディの「デニスに夢中 」を盗作したものと判定した。
- 1997年、2枚目のアルバム『Ranisanisafa』では、1枚目とは異なり、実験的な試みが行なわれた。タイトル曲「随筆ラブ (수필러브)」がそうだったが、ファンたちの反応は賛否が分かれた。ファンを意識したためか、続く「センチメンタル」は1枚目のアルバムと似た感じである。
- 1998年、3枚目のアルバム『1:1』発表後、2年間、ジュジュ・クラブの新譜は発表されなかった。
rock record との摩擦が訴訟に至り、ソンファ・エンタテインメントへ所属会社を移籍した後も、以前の所属会社との契約問題で活動できなかったとされる。
- 2000年、4枚目のアルバム『Fun Fun』発表後、ジュジュ・クラブは12月4日に仁川のチュンドン交差点で交通事故に遭った。
MBCラジオの番組『ペ・チョルスの音楽キャンプ (배철수의 음악캠프)』のライブ・ショーのスケジュールに間に合わせるために、移動途中で車列に割り込もうとしていたとき、前車を避けようとして急停車をした際、後座席に座っていたチュ・ダインが運転席の前まで跳ね飛ばされ、左ヒジ関節に全治12週間の負傷をした。アルバムへの反応も、それなりに好評だったが、活動期間は短くなってしまった。
- 2001年、5枚目のアルバム『so i say - judain』は、チュ・ダインのR&Bソロ・アルバムに近く、オンラインゲームのオリジナル・サウンドトラック集になっている。
収録された11曲中6曲がゲーム収録曲で、オンラインゲーム無料利用クーポンも入っていた[2]。
アルバムジャケットの写真は『ウルティマオンライン』のスペシャル・パッケージ[3]にも使われた。
「Woo Baby」は『ドラゴンラージャ』「so i say」は『ウルティマオンライン』、「Gud Morning」は『レッドムーン』、「say yes」は『トーラ』、「it's alright」は『千年』、「하나는 모르겠다」は『천상비』に使用された。
オンラインゲームがブームだった当時としては、なかなか良いマーケティング戦略だったが、ゲームへの出費がかさむ人が多く[4]、音楽面では良い評価を得ることができなかった。
- 2002年、ジュジュ・クラブは正式に解散することになった。 ベスト・アルバム『Best Of Juju Club』は、1枚目から3枚目までのアルバムに収録された曲だけから編まれ、かつての所属レコード会社であるrock record から発売された。

## ディスコグラフィ

### 正規アルバム
1. 16/20 (열여섯 스물) （1996年）
2. RANISANISAFA(라니싸니싸파) （1997年9月）
台湾、香港、マレーシア、タイ、シンガポール、インドネシア、日本などに同時発売。
3. 1:1（1998年）
4. FUN FUN（2000年11月）
5. So I Say - Judain（2001年12月）
ケイアルシネ (케이알시넷) にて発売。

### ベスト・アルバム
1. The Best Of Juju Club - Shocking Shocking!!!（2002年10月26日）